# Глазуновка
Глазуно́вка — посёлок городского типа в Орловской области России, административный центр Глазуновского района. Образует одноимённое муниципальное образование городское поселение Глазуновка как единственный населённый пункт в его составе. Населённый пункт воинской доблести (24.07.2023).
Железнодорожная станция на линии Курск — Орёл.
Население — 4692 чел. (2023).

## Физико-географическая характеристика
Посёлок расположен в 62 км к югу от Орла на Среднерусской возвышенности в центре Восточно-Европейской равнины. Территория представляет собой приподнятую холмистую равнину и отличается большой изрезанностью.

### Время
Глазуновка, как и вся Орловская область, находится в часовой зоне МСК (московское время). Смещение применяемого времени относительно UTC составляет +3:00. Время в посёлке Глазуновка опережает географическое поясное время на один час.

### Климат
Глазуновка удалена от моря и отличается умеренно—континентальным климатом (в классификации Кёппена — Dfb), который зависит от северо-западных океанических и восточных континентальных масс воздуха, взаимодействующих между собой и определяющих изменения погоды. Зима умеренно прохладная. Периодически похолодания меняются оттепелями. Лето неустойчивое, со сменяющимися периодами сильной жары и более прохладной погоды.
Атмосферные осадки выпадают в умеренном количестве, по месяцам распределяются неравномерно. Наибольшее их количество выпадает в летнее время. Увлажнение достаточное.

## История
Поселение известно как посёлок Александровка при одноимённой железнодорожной станции.
1 января 1904 года из-за наличия одноимённых населённых пунктов в губернии станцию и посёлок переименовали в Глазуновку по расположенной неподалёку деревне Глазуновке.
С 1935 года село Глазуновка является центром Глазуновского района Курской области (с 1944 года в составе Орловской области).
31 мая 1962 года село Глазуновка отнесено к категории рабочих посёлков.
С 1 января 2006 года Глазуновка образует городское поселение «Посёлок Глазуновка».

## Население
| 1939  | 1959  | 1970  | 1979  | 1989  | 2002  | 2009  | 2010  |
| ----- | ----- | ----- | ----- | ----- | ----- | ----- | ----- |
| 857   | ↗2708 | ↗5608 | ↗6406 | ↗7025 | ↘6756 | ↘6469 | ↘5939 |
| 2012  | 2013  | 2014  | 2015  | 2016  | 2017  | 2018  | 2019  |
| ↘5747 | ↘5624 | ↘5556 | ↘5540 | ↘5461 | ↘5378 | ↘5321 | ↘5242 |
| 2020  | 2021  | 2023  |       |       |       |       |       |
| ↘5192 | ↘4766 | ↘4692 |       |       |       |       |       |

Национальный состав
По итогам переписи населения 2020 года проживали следующие национальности (национальности менее 0,1 % и другое, см. в сноске к строке «Другие»):
| Национальность | Численность, чел. | Доля     |
| -------------- | ----------------- | -------- |
| Русские        | 4578              | 96,06 %  |
| Украинцы       | 15                | 0,31 %   |
| Армяне         | 15                | 0,31 %   |
| Грузины        | 7                 | 0,15 %   |
| Молдаване      | 7                 | 0,15 %   |
| Белорусы       | 6                 | 0,13 %   |
| Татары         | 5                 | 0,10 %   |
| Лакцы          | 5                 | 0,10 %   |
| Аварцы         | 5                 | 0,10 %   |
| Другие         | 123               | 2,59 %   |
| Итого          | 4766              | 100,00 % |

## Экономика
В посёлке находятся маслозавод (не работает), кирпичный завод (уничтожен), хлебокомбинат, райпищекомбинат (не работает, здания разрушены), завод торгово-рекламного оборудования «Итон-3».

## Образование
Муниципальное бюджетное общеобразовательное учреждение Глазуновская средняя общеобразовательная школа.
Муниципальное бюджетное учреждение дополнительного образования «Глазуновская детская школа искусств».
Глазуновский сельскохозяйственный техникум.